# Olympic-Hundsfisch
Der Olympic-Hundsfisch (Novumbra hubbsi) ist eine Fischart aus der Ordnung der Hechtartigen und wurde 1929 beschrieben. Er ist die einzige Art der damit monotypischen Gattung Novumbra. Seinen deutschen Namen hat er von der Olympic-Halbinsel, seiner Heimat im Bundesstaat Washington im Nordwesten der USA zwischen 45 und 48° nördlicher Breite.

## Merkmale und Biologie
Äußerlich ähneln diese Hundsfische den Cyprinodontidae (Zahnkärpflinge) oder, wie die englische Bezeichnung „mud-minnow“ andeutet, auch vielen kleinen Karpfenfischen. Sie benutzen jedoch, anders als diese, zum Manövrieren durch die dichte Vegetation vorwiegend ihre Brust-, Rücken- und Afterflossen (tetraodontiforme Schwimmweise).
Flossenformel des Olympic-Hundsfisches: D 12–15, A 10–13, P 15–21, V 5–7, C 19 (mit 5–7 Vorstrahlen oben und unten, Hinterrand gerade oder leicht bogig eingezogen).
Die „Seitenlinien“ fehlen, den Körper umgeben ca. 60 Schuppenschrägreihen. Novumbra hat 37–40 Wirbel (davon ca. 19 Schwanzwirbel) und 7–9 krummschwertförmige Kiemenhautstrahlen. Die Art wird bis zu 8 cm lang (gewöhnlich 5,5 cm) und ist dunkelbraun-silbrig mit ca. zwölf schmalen hellen Binden (recht ähnlich Umbra limi, aber etwas gedrungener und ohne schwarzen Schwanzfleck).
Zur Fortpflanzungszeit (Frühling – Frühsommer) wird das Männchen aggressiv und sehr territorial; es dunkelt nach, nimmt einen lila Schimmer an (Dorsale und Anale sind dann hell gesäumt) und wirbt ausgeprägt ums grünliche Weibchen. Die klebrigen Eier werden in der Regel in Pflanzen in Bodengrundnähe abgelegt. Die hellbraunen Jungen befestigen sich anfangs mittels klebrigem Schleim aus Kopfdrüsen an Wasserpflanzen. Eine Brutfürsorge wurde nicht beobachtet.

## Verbreitung
Die Heimat des Olympic-Hundsfisches ist der Bundesstaat Washington im Nordwesten der USA zwischen 45 und 48° nördlicher Breite. Das Verbreitungsgebiet erstreckt sich vom Ozette-See und dem Gebiet des Queets-Flusses bis zu dem des Oberlaufs des Chehalis; bei Hochwasser kann er von diesem auch in die Niederung des Deschutes-Flusses gelangen. Alle genannten Gewässer münden vom Westen in den südlichen Teil des Puget-Sunds. Es gibt aber angeblich auch Vorkommen östlich davon. Er kommt in ruhigen, vegetationsreichen Gewässern teils mooriger Provenienz mit huminhaltigem (braunem, saurem [pH um 6]) Wasser und Temperaturen von 4 bis 25 °C vor. Deren Grund ist meist schlammig, worauf die Bezeichnung „mud-minnow“ hinweist. Die Gewässergröße ist jahreszeitlich starken Schwankungen durch Überflutung und Vertrocknung ausgesetzt. Eine ungeklärte Frage ist, ob sich die Art im Schlamm eingräbt, um kürzere Trockenperioden überdauern zu können. Gemeinsam mit ihr kommen dort vor: Gasterosteus aculeatus, Cottus sp., Ictalurus sp., Oncorhynchus spp. (Jungfische) und andere.
Wegen seines kleinen Verbreitungsgebietes, das als Ödland noch dazu stets in Gefahr einer „Umwidmung“ steht, ist der Fisch potenziell gefährdet (obwohl die US-Gesetzgebung bei Lebewesen mit kleinem Lebensraum sehr artenfreundlich ist).

## Verwandtschaft
Traditionell wurde Novumbra wegen seiner Kleinheit zu den Hundsfischen gestellt. In seiner Anatomie gleicht Novumbra jedoch mehr den Hechten (Esox) und steht ihnen, als Schwestergattung, auch phylogenetisch näher. Zur Lösung stellen die amerikanischen Ichthyologen Terry C. Grande und Mark V. H. Wilson in der neuen Ausgabe von Fishes of the World, des Standardwerkes zur Fischsystematik, die Gattungen Novumbra und Dallia in die Familie der Esocidae.